# Miriam Santamaria i Brichs
Miriam Santamaria i Brichs   (Manresa, 15 de setembre de 1980) és una geògrafa i meteoròloga catalana.
Es va llicenciar en Geografia a la Universitat de Barcelona l'any 2003, el mateix any que començava a col·laborar a RAC 1, RAC 105 i City TV com a meteoròloga. L'any 2005 va establir-se a Madrid per a entrar a ser la redactora i presentadora de la informació meteorològica a Televisió Espanyola, i un any després, el 2006 i a l'edat de 25 anys, es convertiria en presentadora i cap de meteorologia a La Sexta, càrrec que ocuparia fins al 2011 i que la convertiria en la primera dona a l'estat espanyol en dirigir el departament de meteorologia d'una televisió.
El 2008 va ser coordinadora de la Setmana Europea de la Mobilitat a Madrid. També és membre del projecte The Climate Reality Project, fundat l'any 2006 pel polític ecologista i ex-vicepresident dels Estats Units Al Gore. El setembre del 2011 va ser guardonada amb l'Antena de Oro, premi que lliuren les associacions espanyoles de ràdio i televisió, a la millor comunicadora de l'any.
Des del 2011 participa com a geògrafa i meteoròloga a la redacció d'informatius i programes a Betevé.